# Hajsugfisk
Hajsugfisk (Echeneis naucrates), en fisk ur familjen sugfiskar som finns i de flesta varmare hav och framför allt är känd för sin vana att slå följe med stora havsdjur som bland annat hajar.

## Utseende
Hajsugfisken är en långsmal fisk med den främre, taggstrålsförsedda ryggfenan omvandlad till en oval sugskiva uppe på huvudet. Kroppen är vanligtvis vit med tydliga, mörka längsränder, men större exemplar kan även vara jämngrå. Munnen har underbett med en klart längre underkäke, och smala, spetsiga tänder. Den kan bli 110 cm lång. även om den vanligtvis inte når mycket över 66 cm, och väga upp till 2,3 kg.

## Vanor
Arten finns i subtropiska hav och angränsande brackvatten på djup mellan 20 och 50 m, gärna i anslutning till rev. Den är ofta frisimmande, men då den saknar simblåsa och inte är någon särskilt god simmare fäster den sig gärna tillfälligt på stora havsdjur som hajar, rockor, stora benfiskar, havssköldpaddor och valar. Den kan även suga sig fast vid fartyg samt följa dykare. Födan utgörs av bitar av sin värds måltider och dess hudparasiter, småfisk, krabbor och mindre kräftdjur samt bläckfiskar. Unga exemplar kan etablera fasta putsarstationer vid rev, där den befriar andra fiskar, speciellt papegojfiskar, från deras hudparasiter.

### Fortplantning
Hajsugfisken blir könsmogen vid 3 till 4 års ålder. Leken äger rum under vår till tidig sommar i större delen av dess utbredningsområde, och under hösten i Medelhavet. Äggen är pelagiska. Efter den yttre befruktningen utvecklar de en skyddande hinna, ett "skal", som skyddar dem mot uttorkning, även om de skulle sköljas upp på land. De nykläckta larverna är mellan 4,7 och 7,5 mm långa, och får ingen fungerande sugskiva förrän de är omkring 3 cm långa och ett år gamla.

## Utbredning
Arten finns kring hela jorden i det tropiska havsbältet, och även i många angränsande varmtempererade regioner. I västra Atlanten finns den från Nova Scotia i Kanada över Bermuda till Uruguay, i östra Atlanten vid Madeira och i Medelhavet. Den finns även i Stilla havet till San Francisco i Kalifornien i norr samt i Indiska oceanen. Arten finns kring större delarna av Australien, men är mindre vanlig längst i söder.